# Antiope (DC Comics)
Antiope es un personaje de DC Comics presentado en 1984. Basado en la Amazona Antíope de la Mitología griega. En la mayoría de las encarnaciones es la hermana de la reina Hippolyta, y tía de Mujer Maravilla. Ella las tramas más recientes es miembro fundador de las Amazonas de Bana-Mighdall, a quien adoran como un antepasado sagrado.
En el largometraje de acción en vivo de DC Extended Universe de 2017 Wonder Woman, fue interpretada por Robin Wright. Wright volverá a interpretar al personaje en flashbacks en la próxima película de 2020, Wonder Woman 1984.

## Historia de la publicación
Antiope fue presentada en Wonder Woman (vol. 1) #312 (febrero de 1984) siendo creado por Dan Mishkin (escritor) y Don Heck (dibujante). Después del evento "Crisis on Infinite Earths" el personaje tuvo un reinicio de toda su historia por George Pérez en 1987.

## Biografía del personaje ficticio

### Pre-Crisis
Antiope fue originalmente retratada como una Amazona de alto rango militar, sin ninguna relación familiar con la reina Hippolyta o Mujer Maravilla. Teniendo además un enorme resentimiento hacia la reina y con la intención de derrocarla del trono. Posteriormente ella es asesinada por el grupo Shadow Demons, durante la historia de cruce de "Crisis on Infinite Earths".

### Post- "Crisis"
La Mujer Maravilla se convierte en inexistente en el evento de "Crisis on Infinite Earths", dando paso a un reinicio del personaje en febrero de 1987. En la nueva historia de fondo de las Amazonas, los dioses griegos han tomado las almas de mujeres asesinadas a lo largo del tiempo a manos de hombres y los envió al fondo del Mar Egeo. Formar cuerpos de la arcilla en el lecho marino, las almas salen a la superficie y se convierten en las Amazonas. El primero en llegar a la superficie es Hipólita, que es elegida reina, y la segunda es su hermana Antiope, que gobierna junto a ella. Una variedad de diosas les otorga varias habilidades y poderes, y le dan a Hipólita y a Antíope una Faja de Oro de Gea, lo que aumenta su fuerza y habilidades. Las amazonas finalmente encontraron la ciudad de Themyscira en Anatolia y llegaron a ser conocidas como feroces guerreros de la paz en Turquía, Grecia y Roma.
El Semidiós Hércules busca invadir la ciudad amazónica, pero es sometido por Hipólita. Ella lo invita a él y a sus hombres a celebrar una amistad potencial con una fiesta; ocultando su ira y humillación, acepta, pero luego él y sus hombres drogan a las amazonas y las toman prisioneras. Hércules roba el cinturón de oro de Hippolyta, y sus hombres abusan y violan a las amazonas. La diosa Atenea acepta ayudar a las amazonas a escapar con la condición de que no busquen retribución contra Hércules y sus hombres, pero las vengativas Amazonas masacran a sus captores. Atenea exige que las amazonas sirvan de penitencia por desobedecerla, pero aunque Hipólita está de acuerdo, Antiope se niega y renuncia a toda lealtad a los dioses del Olimpo. Dejando su cinturón de oro con Hipólita para reemplazar el robado por Hércules, Antiope se marcha a Grecia en busca de Hércules y su general, Teseo. Está acompañada por un contingente de leales amazonas, y su hija adoptiva Ftia, la hija de la reina Hipsípila de Lemnos y el Argonautas Jasón.
En Grecia, Antiope y Teseo se enamoran y se casan. Unen sus fuerzas, pero las amazonas se ofenden al lado de los hombres que las violaron, y los griegos no muestran remordimiento ni respeto. Antiope y Teseo tienen un hijo, Hipólito, pero la exmujer celosa y vengativa de Teseo, Ariadna, asesina a Antiope y culpa a Ftia. Las amazonas de Antiope recuperan a Ftia y la Faja de Oro robada por Hércules y abandonan Grecia. Ftia asume el liderazgo del grupo, que en algún momento se convierte en las Amazonas de Bana-Mighdall.
Estas amazonas se asientan en el Medio Oriente, manteniendo el Cinturón de Oro y un busto de Antiope como reliquias sagradas. Son mortales, pero se reproducen con extraños y sobreviven durante siglos como guerreros codiciosos. La hija de Hippolyta, Diana, conocida como Mujer Maravilla, encuentra su ciudad en busca de la villana Chita en Wonder Woman (vol. 2) # 29. Sobre la muerte de Hippolyta en Wonder Woman (vol. 2) # 177, el fantasma de Antiope visita a Diana, diciendo "Hay otras amazonas por ahí. Descendientes de mi tribu. Otros vástagos: Diana, debes buscarlos, guiarlos y representar a ellos en el mundo del hombre ". Ella y Hippolyta prometen mirar y guiar a Diana.

## Habilidades
Las amazonas en Themyscira poseen diversos grados de fuerza sobrehumana, agilidad, resistencia, y sentidos agudizados, dependiendo de las bendiciones de las diosas a las que veneran, y como regalo de estas. Aunque varíen sus habilidades la mayoría demuestran tener la capacidad de romper acero y cemento con sus manos desnudas, Saltar más de 12 pies de altura, una gran resistencia física, Curación mejorada, Y la capacidad de absorber y procesar una gran cantidad de conocimiento en un corto período de tiempo.
La General Antiope, posee además la capacidad de sanar su cuerpo de lesiones físicas y toxinas, fusionándose parcialmente con suelo de su isla y luego retomando su forma original de nuevo. La primera vez que Diana ve esto ora a la Diosa Gaia, de la siguiente manera: "Gaea, te ruego que me concedas tu fuerza, tú eres la Tierra que me amamantó, A través de ti, toda la vida se renueva, porque es el círculo que nunca termina, te ruego, madre Gaea, que me lleves a tu seno, por favor, déjame ser digna. Durante el periodo del escritor John Byrne en el cómic convirtió esto en un ritual muy sagrado para las amazonas en Themyscira, ritual que sólo podía ser utilizado en la más terrible de las circunstancias.

## En otros medios

### Televisión

#### Animado
- Antiope aparece en la serie de televisión animada Liga de la Justicia con la voz de Maggie Wheeler. Aparece en Temiscira en el episodio "Paraíso perdido" parte I como una de las muchas Amazonas petrificadas por Félix Fausto, la segunda parte "Paraíso perdido" parte II es vista como uno de los muchos soldados que acompañan a la Reina Hippolyta. En el episodio "Furia" parte I es una de las Amazonas que captura Chica Halcón cuando esta llega a Temiscira.
- Antiope aparece en la serie de televisión animada DC Super Hero Girls, con la voz de April Winchell. Se la representa más interesada en la emoción que en el deber, y les causa problemas a las chicas al distraerlas de estudiar para sus exámenes finales.

### Película

#### Acción en vivo
- Antiope aparece en el Universo extendido de DC en la película de 2017 Wonder Woman como La General Antiope, interpretada por la actriz estadounidense Robin Wright.[15] La directora Patty Jenkins dijo sobre el casting: "Para Antiope, necesitaba a alguien que pareciera estar bajo control y no fuese demasiada agresiva, pero que realmente pareciera una mujer ruda, Robin transmite todo eso y es tan profesional en todo lo que hace. Ella es realmente una gran actriz y con la que siempre quise trabajar"..[16] En la película Diana es criada conjuntamente entre la Reina Hippolyta, La General Antiope, y la teniente Menalippe. EW Escribió: "Este trío de inmortales son responsables tanto de criar y entrenar a Diana — La única niña en Themyscira — como amarla, aunque no siempre estaban de acuerdo en el modo de hacerlo. la reina Hippolyta, una líder revolucionaria, desea proteger a su amada hija del mundo exterior, pero Antiope, la amazona responsable de su entrenamiento quiere prepararla para el mundo exterior como guerrera.[15] "Ella es la hija que criaron juntas ... y su amor por ella es demostrado de una manera diferente cada una.”[17][18][19] Hipólita y Antíope comparten el secreto de que Diana es la hija de Hipólita con el dios Zeus, y que su enemigo, el dios de la guerra Ares, intentará algún día destruirla como lo hizo con los otros dioses que se opusieron a él. En contra de los deseos de Hipólita, Antiope secretamente entrena a Diana en combate,[3] y finalmente convence a Hipólita de que aunque el uso de sus poderes por parte de Diana atraiga a Ares, solo aprender a usarlos puede salvarla. Cuando los Alemanes invaden más tarde Themyscira en persecución de Steve Trevor, mientras Diana lucha un alemán se prepara para dispararle por la espalda pero Antiope se sacrifica para salvarla de la bala. Hipólita regala a Diana con la tiara de Antiope cuando se va de la isla para acompañar a Steve a Europa. Moviepilot sugiere que Antiope está en una relación lésbica con Menalippe, un personaje que se muestra en una relación lesbiana en la serie del cómic Wonder Woman en 1989.[20]

- Antiope también aparece en la película Liga de la Justicia de 2017.[21] Screen Rant especuló que el personaje aparecería en flashback como parte de la historia de fondo del conflicto primario de la película.[22]

- Antiope aparece en Wonder Woman 1984, con Wright retomando su papel.[23] En un flashback de cuando Diana era niña, Antiope e Hippolyta la descalifican y la regañan cuando intenta hacer trampa en una carrera de caballos.